# Steve Conte

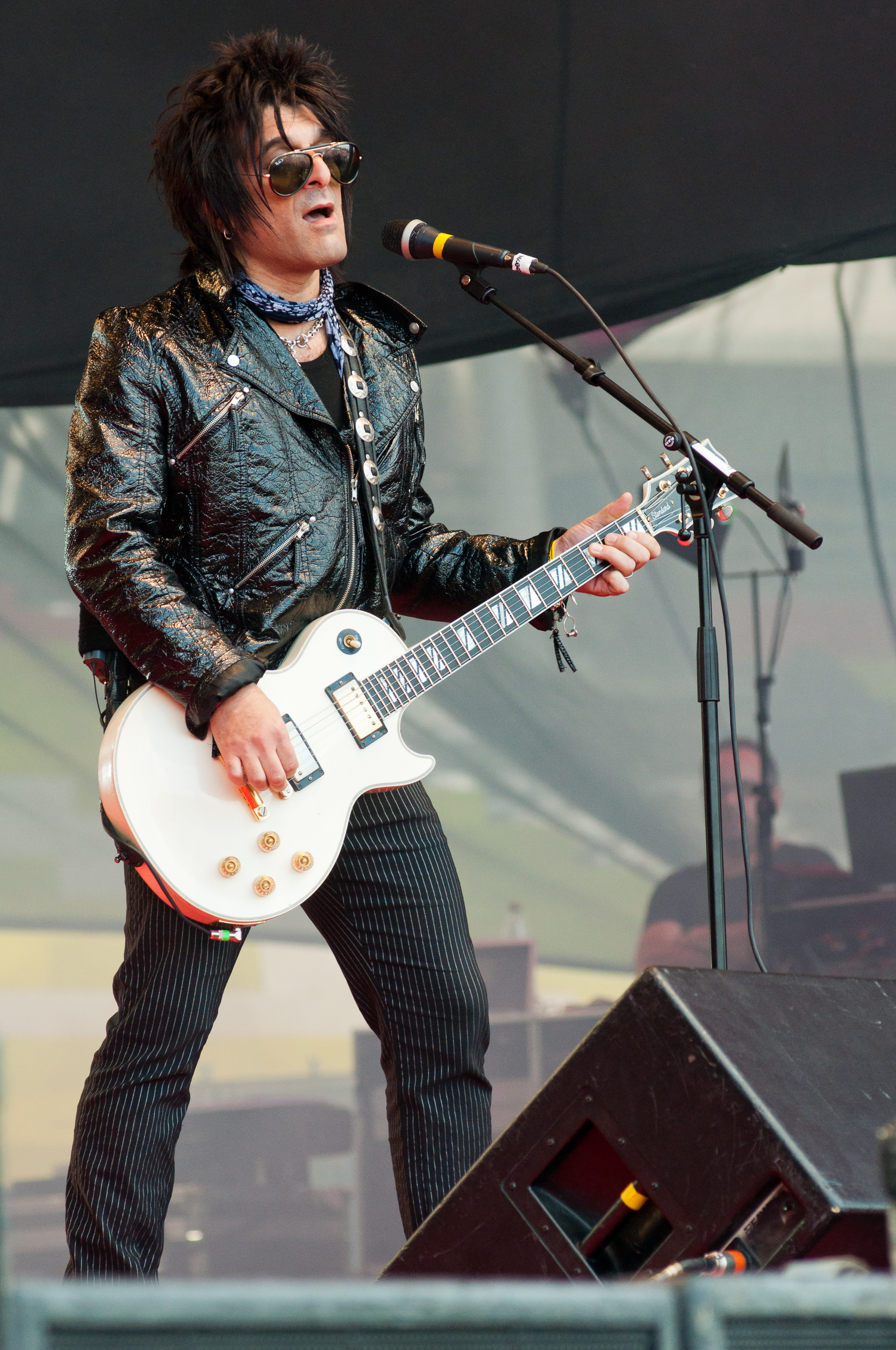
Steve Conte

Steve Conte est un chanteur de rock et guitariste américain. Il est le chanteur principal du groupe The Contes, auquel participe également son frère John Conte, tous deux sont d'anciens membres du groupe Crown Jewels. Steve Conte est notamment connu pour ses anison en collaboration avec la compositrice Yōko Kanno et pour sa participation au groupe des New York Dolls, en tant que guitariste. À noter sa participation au jeu-vidéo Sonic and the Secret Rings.